# Temporada 1899-1900 del FC Barcelona

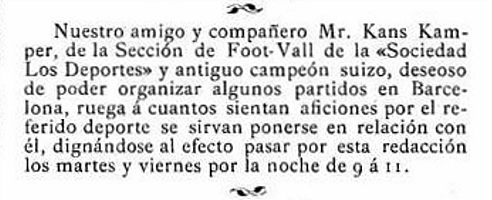
Anunci original inserit a la secció de miscel·lània de Los Deportes, on Hans Gamper recluta adeptes al futbol

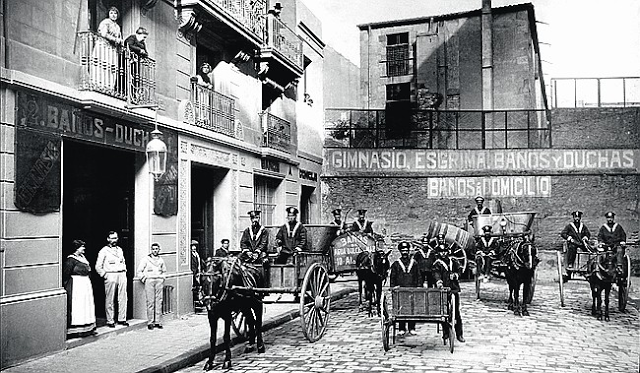
Vista d'època del complex del Gimnàs Solé al final del carrer Fortuny, aleshores tallat a l'alçada del passatge Elisabets

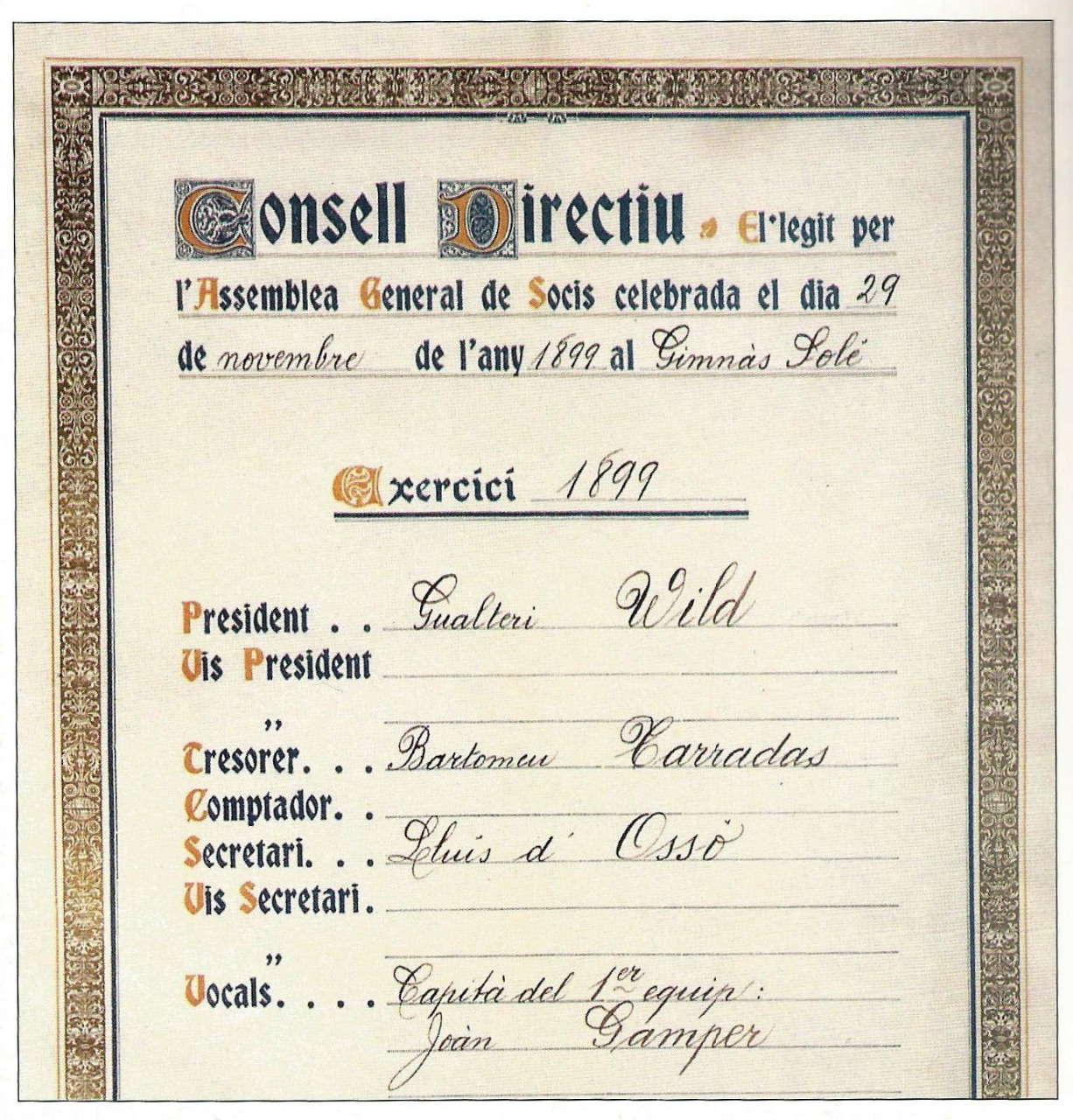
Pàgina del primer llibre d'actes del Barcelona que mostra la primera junta directiva escollida

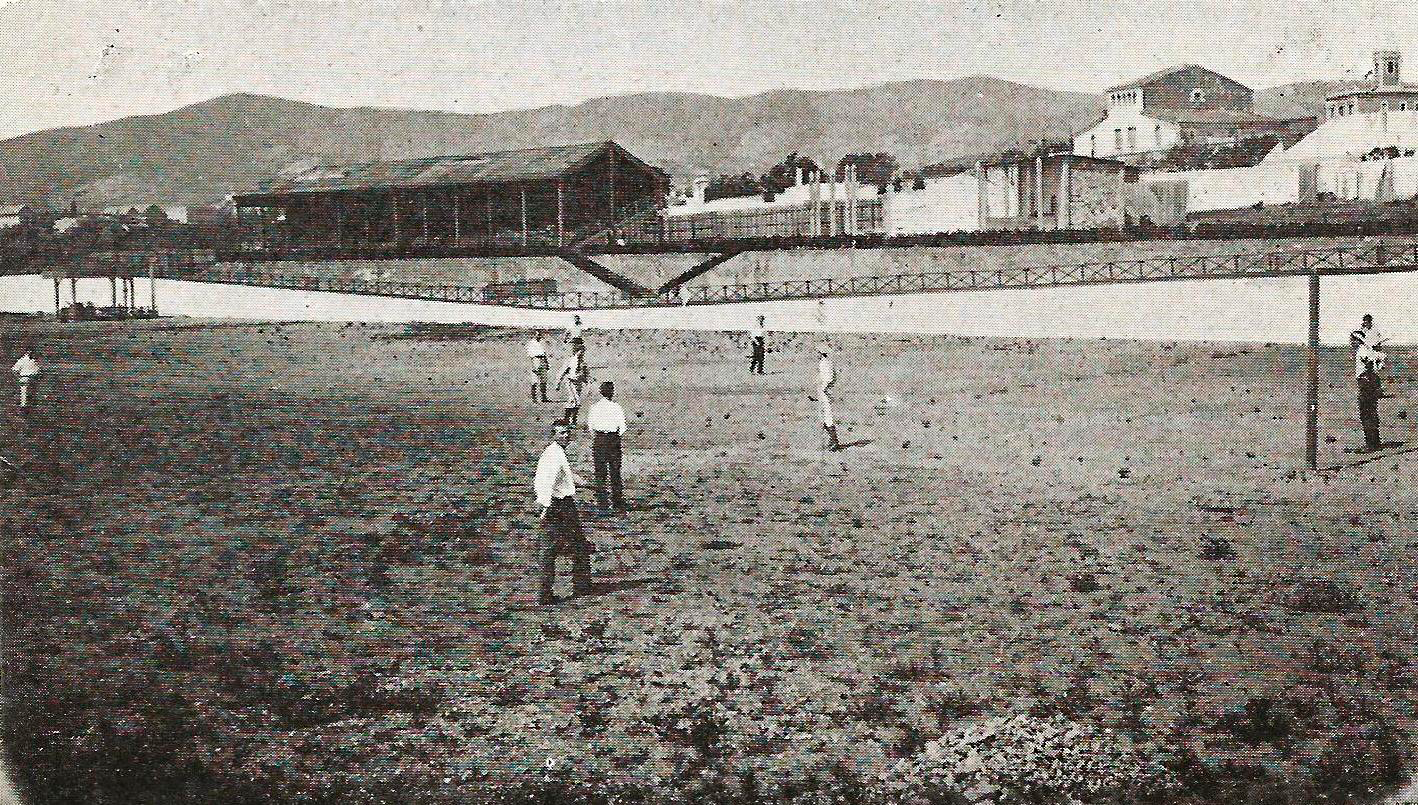
El Velòdrom de la Bonanova, el primer terreny de joc del Barcelona, compartit però, amb el Català

El novembre de 1899 naixia el Futbol Club Barcelona de la mà de Hans Gamper, un suís de 22 anys establert a la ciutat comtal des de feia un any i escaig. L'equip començà a jugar en l'antic Velòdrom de la Bonanova, situat entre Turó Park i Via Augusta. Les primeres reunions socials tingueren lloc a la sala d'armes del Gimnàs Solé, al carrer Montjuïc del Carme 5, a tocar del carrer Fortuny.

## Fets destacats

### 1899
- 22 d'octubre: el setmanari esportiu Los Deportes publica una nota de Hans Gamper buscant aficionats al futbol per a jugar alguns partits.[1]
- 19 de novembre: primer entrenament, abans de constituir-se la societat, als descampats del voltant de l'Hipòdrom de Can Tunis.[2][3][4]
- 29 de novembre: primera assemblea, signatura de l'acta fundacional del club i formació de junta directiva amb Walter Wild (president), Bartomeu Terrades (tresorer), Lluís d'Ossó (secretari) i Hans Gamper (capità).[5][6]
- 3 de desembre: segon entrenament, ja al Velòdrom de la Bonanova.[3][6]
- 8 de desembre: primer partit jugat pel Barcelona, un amistós que acaba amb derrota per 0 a 1 contra el Team Anglès, equip format per membres de la colònia d'aquesta nacionalitat.
- 13 de desembre: segona assemblea, fusió amb el Team Anglès i ampliació de la junta directiva amb John Parsons (vicepresident), Adolfo López (vocal) i William Parsons (subcapità).[7][8] En aquesta segona reunió es confirmen els símbols de l'entitat. S'aprova definitivament el blau-marí i el grana per als colors de la camisa, amb l'escut de la ciutat de Barcelona al pit.[8][9]
- 24 de desembre: segon partit jugat pel Barcelona (el primer després de la fusió) i primera victòria, contra l'FC Català per 3 a 1. Gamper és l'autor del primer gol de la història del club.

### 1900
- 11 de febrer: l'anglès Stanley Harris es converteix en el primer expulsat de la història del club —i també del futbol a la ciutat— en el partit jugat contra l'FC Català, en el qual hi figuraven alguns socis de l'Escocès FC. A més l'expulsió va ser doble, ja que Gold, el jugador escocès que havia rebut la falta s'hi tornà amb un cop de puny i també fou castigat. L'incident originà una picabaralla entre els altres jugadors que provocà que Gamper renunciés al càrrec de capità.[4][10]
- 14 de febrer: tercera assemblea, completant-se la junta directiva amb Ernest Witty (subcapità)[d] i Joan Millet (subsecretari). En aquesta reunió s'insta Gamper a retirar la seva dimissió, per no considerar suficients els incidents del partit anterior, però es pren l'acord de no jugar contra els socis escocesos implicats en el termini d'un any.[10][11]

## Plantilla
Font:
| Núm. | Pos. |                | Jugador                         | Procedència | Temporada |
| ---- | ---- | -------------- | ------------------------------- | ----------- | --------- |
|      | POR  | Guatemala      | Juan de Urruela y Morales       |             | 1899-1900 |
|      | POR  | Anglaterra     | A.J. Smart                      |             | 1899-1900 |
|      | DEF  | Suïssa         | Walter Gustav Wild              |             | 1899-1900 |
|      | DEF  | Anglaterra     | Henry W. Brown Martín           | Team Anglès | 1899-1900 |
|      | DEF  | Anglaterra     | A.H. Fitzmaurice                | Team Anglès | 1899-1900 |
|      | MIG  | Catalunya      | Bartomeu Terrades Brutau        | FC Mulhouse | 1899-1900 |
|      | MIG  | Catalunya      | Lluís d'Ossó Serra              |             | 1899-1900 |
|      | MIG  | Catalunya      | Josep Llobet i Llobet           |             | 1899-1900 |
|      | MIG  | Catalunya      | Frederick Arthur Witty Cotton   | Team Anglès | 1899-1900 |
|      | DAV  | Suïssa         | Hans Maximilian Gamper Hässig   | FC Lyon     | 1899-1900 |
|      | DAV  | Suïssa         | Otto Antoine Künzli             |             | 1899-1900 |
|      | DAV  | Catalunya      | Adolfo López                    |             | 1899-1900 |
|      | DAV  | Imperi Alemany | Eduardo María Schilling Monfort |             | 1899-1900 |
|      | DAV  | Catalunya      | Ernest Francis Witty Cotton     | Team Anglès | 1899-1900 |
|      | DAV  | Catalunya      | John Parsons Alexander          | Team Anglès | 1899-1900 |
|      | DAV  | Catalunya      | William Parsons Alexander       | Team Anglès | 1899-1900 |
|      | DAV  | Catalunya      | Francesc Cruzate Grenzner       |             | 1899-1900 |
|      | DAV  | Imperi Alemany | Otto Maier Zeuner               |             | 1899-1900 |
|      | DAV  | Anglaterra     | Frank Bastow                    | Team Anglès | 1899-1900 |
|      | DAV  | Anglaterra     | James Gillespie                 |             | 1899-1900 |
|      | DAV  | Anglaterra     | Stanley Charles Harris          | Team Anglès | 1899-1900 |
|      | DAV  | Catalunya      | Pere Cabot Roldós               |             | 1899-1900 |
|      | DAV  | Catalunya      | Miquel Valdés Padró             | FC Català   | 1899-1900 |

| Baixes 1899-1900                | Destinació      |
| Otto Antoine Künzli             | retirat         |
| Eduardo María Schilling Monfort | retirat         |
| Juan de Urruela y Morales       | retirat         |
| William Parsons Alexander       | motius laborals |
| Henry W. Brown Martín           | FC Català       |

| Amistosos                                                                             | 01                                                                                    | 02                                                                                    | 03                                                                                    | 04                                                                                    | 05                                                                                    | 06                                                                                    | 07                                                                                    | 08                                                                                    | Sumatoris       | PJ              | GM | GE |
| ------------------------------------------------------------------------------------- | ------------------------------------------------------------------------------------- | ------------------------------------------------------------------------------------- | ------------------------------------------------------------------------------------- | ------------------------------------------------------------------------------------- | ------------------------------------------------------------------------------------- | ------------------------------------------------------------------------------------- | ------------------------------------------------------------------------------------- | ------------------------------------------------------------------------------------- | --------------- | --------------- | -- | -- |
| Gamper                                                                                | T                                                                                     | T                                                                                     | T                                                                                     | T                                                                                     | T                                                                                     | T                                                                                     | T                                                                                     | T                                                                                     | Gamper          | 8               | 8  |    |
| Llobet                                                                                | T                                                                                     | T                                                                                     | T                                                                                     | T                                                                                     | T                                                                                     | T                                                                                     | T                                                                                     | T                                                                                     | Llobet          | 8               |    |    |
| Wild                                                                                  | T                                                                                     | T                                                                                     | T                                                                                     | T                                                                                     | T                                                                                     | T                                                                                     | T                                                                                     | T                                                                                     | Wild            | 8               |    |    |
| Terrades                                                                              | T                                                                                     | T                                                                                     |                                                                                       | T                                                                                     | T                                                                                     | T                                                                                     | T                                                                                     | T                                                                                     | Terrades        | 7               |    |    |
| Ossó                                                                                  | T                                                                                     | T                                                                                     | T                                                                                     | T                                                                                     | T                                                                                     |                                                                                       |                                                                                       | T                                                                                     | Ossó            | 6               |    |    |
| E. Witty                                                                              |                                                                                       | T                                                                                     |                                                                                       |                                                                                       | T                                                                                     | T                                                                                     | T                                                                                     |                                                                                       | E. Witty        | 4               | 4  |    |
| Smart                                                                                 |                                                                                       |                                                                                       |                                                                                       |                                                                                       | T                                                                                     | T                                                                                     | T                                                                                     | T                                                                                     | Smart           | 4               |    | 1  |
| Urruela                                                                               | T                                                                                     | T                                                                                     | T                                                                                     | T                                                                                     |                                                                                       |                                                                                       |                                                                                       |                                                                                       | Urruela         | 4               |    | 7  |
| Gillespie                                                                             |                                                                                       |                                                                                       |                                                                                       |                                                                                       |                                                                                       | T                                                                                     | T                                                                                     | T                                                                                     | Gillespie       | 3               |    |    |
| Maier                                                                                 |                                                                                       |                                                                                       |                                                                                       |                                                                                       | T                                                                                     | T                                                                                     |                                                                                       | T                                                                                     | Maier           | 3               |    |    |
| J. Parsons                                                                            |                                                                                       | T                                                                                     |                                                                                       |                                                                                       | T                                                                                     |                                                                                       | T                                                                                     |                                                                                       | J. Parsons      | 3               |    |    |
| A. Witty                                                                              |                                                                                       | T                                                                                     |                                                                                       |                                                                                       |                                                                                       | T                                                                                     | T                                                                                     |                                                                                       | A. Witty        | 3               |    |    |
| López                                                                                 | T                                                                                     |                                                                                       |                                                                                       |                                                                                       |                                                                                       |                                                                                       |                                                                                       | T                                                                                     | López           | 2               | 1  |    |
| Bastow                                                                                |                                                                                       |                                                                                       |                                                                                       |                                                                                       | T                                                                                     | T                                                                                     |                                                                                       |                                                                                       | Bastow          | 2               |    |    |
| Brown                                                                                 |                                                                                       | T                                                                                     |                                                                                       |                                                                                       | T                                                                                     |                                                                                       |                                                                                       |                                                                                       | Brown           | 2               |    |    |
| Fitzmaurice                                                                           |                                                                                       |                                                                                       |                                                                                       |                                                                                       |                                                                                       | T                                                                                     | T                                                                                     |                                                                                       | Fitzmaurice     | 2               |    |    |
| P. Cabot                                                                              |                                                                                       |                                                                                       |                                                                                       |                                                                                       |                                                                                       |                                                                                       |                                                                                       | T                                                                                     | P. Cabot        | 1               |    |    |
| Cruzate                                                                               |                                                                                       | T                                                                                     |                                                                                       |                                                                                       |                                                                                       |                                                                                       |                                                                                       |                                                                                       | Cruzate         | 1               |    |    |
| Harris                                                                                |                                                                                       |                                                                                       |                                                                                       |                                                                                       |                                                                                       |                                                                                       | T                                                                                     |                                                                                       | Harris          | 1               |    |    |
| Valdés                                                                                |                                                                                       |                                                                                       |                                                                                       |                                                                                       |                                                                                       |                                                                                       |                                                                                       | T                                                                                     | Valdés          | 1               |    |    |
| Künzli                                                                                | T                                                                                     |                                                                                       |                                                                                       |                                                                                       |                                                                                       |                                                                                       |                                                                                       |                                                                                       | Künzli          | 1               |    |    |
| Schilling                                                                             | T                                                                                     |                                                                                       |                                                                                       |                                                                                       |                                                                                       |                                                                                       |                                                                                       |                                                                                       | Schilling       | 1               |    |    |
| W. Parsons                                                                            |                                                                                       |                                                                                       |                                                                                       |                                                                                       |                                                                                       |                                                                                       |                                                                                       |                                                                                       | W. Parsons      | -               |    |    |
| T:titular, PJ:partits jugats, GM:gols marcats, GE:gols encaixats \| lesió \| baixa \| | T:titular, PJ:partits jugats, GM:gols marcats, GE:gols encaixats \| lesió \| baixa \| | T:titular, PJ:partits jugats, GM:gols marcats, GE:gols encaixats \| lesió \| baixa \| | T:titular, PJ:partits jugats, GM:gols marcats, GE:gols encaixats \| lesió \| baixa \| | T:titular, PJ:partits jugats, GM:gols marcats, GE:gols encaixats \| lesió \| baixa \| | T:titular, PJ:partits jugats, GM:gols marcats, GE:gols encaixats \| lesió \| baixa \| | T:titular, PJ:partits jugats, GM:gols marcats, GE:gols encaixats \| lesió \| baixa \| | T:titular, PJ:partits jugats, GM:gols marcats, GE:gols encaixats \| lesió \| baixa \| | T:titular, PJ:partits jugats, GM:gols marcats, GE:gols encaixats \| lesió \| baixa \| | En pròpia porta | En pròpia porta |    | 1  |
| T:titular, PJ:partits jugats, GM:gols marcats, GE:gols encaixats \| lesió \| baixa \| | T:titular, PJ:partits jugats, GM:gols marcats, GE:gols encaixats \| lesió \| baixa \| | T:titular, PJ:partits jugats, GM:gols marcats, GE:gols encaixats \| lesió \| baixa \| | T:titular, PJ:partits jugats, GM:gols marcats, GE:gols encaixats \| lesió \| baixa \| | T:titular, PJ:partits jugats, GM:gols marcats, GE:gols encaixats \| lesió \| baixa \| | T:titular, PJ:partits jugats, GM:gols marcats, GE:gols encaixats \| lesió \| baixa \| | T:titular, PJ:partits jugats, GM:gols marcats, GE:gols encaixats \| lesió \| baixa \| | T:titular, PJ:partits jugats, GM:gols marcats, GE:gols encaixats \| lesió \| baixa \| | T:titular, PJ:partits jugats, GM:gols marcats, GE:gols encaixats \| lesió \| baixa \| | Totals          | Totals          | 19 | 8  |
| lesió                                                                                 | baixa                                                                                 |                                                                                       |                                                                                       |                                                                                       |                                                                                       |                                                                                       |                                                                                       |                                                                                       |                 |                 |    |    |

Nota: manquen dades dels 6 gols marcats el 28 de gener.

## Partits

### Amistosos
| 8 desembre 1899               | FC Barcelona                                                                    | 0 – 1         | Team Anglès                                                                                    | Barcelona                                     |  |
| 15:00 Cedit pel FC Català [1] | Urruela Wild, J. Lomba¹ Terrades, Ossó, Llobet Künzli, Gamper, López, Schilling | La Vanguardia | Raintree Walker, Fitzmaurice Webb, A. Witty, Morrison W. Parsons, J. Parsons, E. Witty, Harris | Velòdrom de la Bonanova · Arthur Leask Mace · |  |

| 24 desembre 1899 | FC Barcelona | 3 – 1                      | FC Català | Barcelona                                                                                         |  |
| 15:00            | Gamper · E. Witty Urruela · Wild, Brown · Terrades, Ossó, Llobet · Cruzate, J. Parsons, Gamper, E. Witty, A. Witty | Los Deportes La Vanguardia | Paniagua Ortiz, Mir J.A. Busquets, V.J. González, Joan García G. Busquets, Valdés, Artús, L. Valls, F. Valls | Velòdrom de la Bonanova · 100 espectadors · Arthur Leask Mace · Adolfo López · José Ramón Lomba · |  |

| 26 desembre 1899 | FC Barcelona + FC Català                                                                       | 2 – 1                      | Team Anglès                                                                                                | Barcelona                                                                              |  |
| 15:00 Combinat   | Gamper · Urruela · Wild, J. Lomba · Soley, Ossó, Llobet · Mir, Artús, Gamper, Planells, Valdés | Los Deportes La Vanguardia | J. Ball F. Ball, Brown J.A. Ball, A. Witty, Morrison W. Parsons, J. Parsons, Fitzmaurice, E. Witty, Bastow | Velòdrom de la Bonanova · (1a part) Arthur Leask Mace · (2a part) Albert Serra Guixà · |  |

| 6 gener 1900                                                           | FC Barcelona + FC Català                                                                | 0 – 4                                           | Team Anglès | Barcelona                                                                        |  |
| 15:00 Cedit per l'Escocès FC [1] Últim partit a Barcelona [2] Combinat | Urruela Wild, J. Lomba Terrades, Ossó, Llobet G. Busquets, J.A. Busquets, Gamper, Soley | Los Deportes (1) Los Deportes (2) La Vanguardia | .' (p.p.) Urruela Hamilton¹ · Dykes,¹ Brown · J. Morris, A. Witty, Morrison · W. Parsons,² J. Parsons, Fitzmaurice, E. Witty, Bastow | Velòdrom de la Bonanova · (1a part) J. Caldwell · (2a part) Albert Serra Guixà · |  |

| 28 gener 1900                      | FC Barcelona                                                                         | 6 – 0                      | FC Català                                                                                   | Barcelona                 |  |
| 15:00 Jugat a 3 parts de 45 minuts | Smart Wild, Brown Terrades, Ossó, Llobet J. Parsons, Maier, Gamper, E. Witty, Bastow | Los Deportes La Vanguardia | J. Lomba Vila, J. Soler Joan García, G. Ríos, Garcés Mir, Soley, Escriche, Valdés, F. Lomba | Velòdrom de la Bonanova · |  |

| 2 febrer 1900 | FC Barcelona                                                                                                 | 2 – 0                      | Escocès FC                                                                                          | Barcelona                                                                      |  |
| 15:00         | Gamper · Smart · Wild, Fitzmaurice · Terrades, A. Witty, Llobet · Gillespie, Maier, Gamper, E. Witty, Bastow | Los Deportes La Vanguardia | Hamilton Wallace, Fallon Denniston, Wishart, Dykes A. Black, Gold, Joseph Black, P. Mauchan, Girvan | Velòdrom de la Bonanova · J. Caldwell · Lluís d'Ossó Serra · William Mauchan · |  |

| 11 febrer 1900     | FC Barcelona | 4 – 0                                      | FC Català + Escocès FC                                                                     | Barcelona                                                                          |  |
| 15:00 Expulsat [1] | E. Witty · Gamper · Smart · Wild, Fitzmaurice · Terrades, A. Witty, Llobet · Gillespie, J. Parsons, Gamper, E. Witty, Harris¹ | Los Deportes La Vanguardia Mundo Deportivo | Hamilton F. Lomba, Brown Denniston, Soley, Dykes A. Black, Mir, Gold,¹ Girvan, G. Busquets | Velòdrom de la Bonanova · William Mauchan · Gordon Frank Bastow · Manel Planells · |  |

| 24 maig 1900 | Team Roig | 1 – 2                      | FC Barcelona                                                                                             | Barcelona                                                                                      |  |
| 16:30        | Planells Ortiz, J. Soler J.A. Busquets, Soley, Joan García L. Valls, Julià García, Green, Sanmartín, F. Lomba | Los Deportes La Vanguardia | López · Gamper Smart · Wild, Gillespie · Terrades, Ossó, Llobet · Valdés, Maier, Gamper, López, P. Cabot | Hipòdrom de Barcelona · (1a part) John Parsons · (2a part) Albert Serra Guixà · Jaume Torres · |  |